# Rakuen ~Memorial Tracks~
Singles de Yuki Uchida
Rakuen
(1999)
Rakuen ~Memorial Tracks~ (楽園 ~Memorial Tracks~) est un maxi-single de Yuki Uchida, portant la mention supported by Chuyan écrite sous son nom. Il est écrit et produit par Hiromasa Ijichi, et sort au nouveau format maxi-CD single de 12 cm le 13 octobre 1999 au Japon sur le label King Records, deux mois après une précédente version du single au format mini-CD de 8 cm habituel à l'époque : Rakuen. La version maxi-single contient des titres instrumentaux supplémentaires ; elle atteint la 67e place du classement Oricon, et reste classé pendant une semaine.
La chanson-titre a été utilisée comme thème musical pour la séquence régulière Swan no Tabi in The World de l'émission télévisée Susume! Denba Shounen's. Uchida se consacrant désormais à sa carrière d'actrice, elle ne sortira plus d'autre disque ; cette chanson figurera finalement sur sa compilation Perfect Best qui sortira onze ans plus tard en 2010.

## Liste des titres
1. Introduction ~Harmonica Version~ (...～ハーモニカ・バージョン～?)
2. Rakuen ~Original Mix~ (楽園～ORIGINAL MIX～?)
3. Orgel ~Acoustic Guitar Theme~ (オルゴール～アコースティックギターテーマ～?)
4. Rakuen ~Hikigatari Version '99~ (楽園 ～弾き語りヴァージョン’99～?)
5. Hard Rock Theme Tune
6. Solitude ~Piano Solo~ (...～ピアノソロ～?)
7. Rakuen ~Goal Kinen Orchestra Version~ (楽園～ゴール記念オーケストラバージョン～?)